# Karim
Karim (in alfabeto arabo: كريم) è un nome proprio di persona arabo maschile.

## Varianti
- Femminili: كريمة (Karima)[3]

### Varianti in altre lingue
- Inglese: Kareem
- Turco: Kerem[1], Kerim[1]
  - Femminili: Kerime[3]

## Origine e diffusione
Riprende uno dei 99 nomi di Allah della tradizione islamica, الكريم (al-Karim); il suo significato è "generoso", "benevolo", "nobile", analogo a quello dei nomi Generoso, Gennadio e Nadav.

## Persone

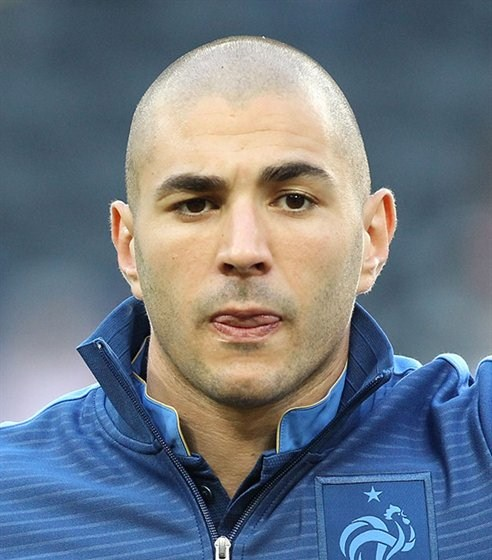
Karim Benzema

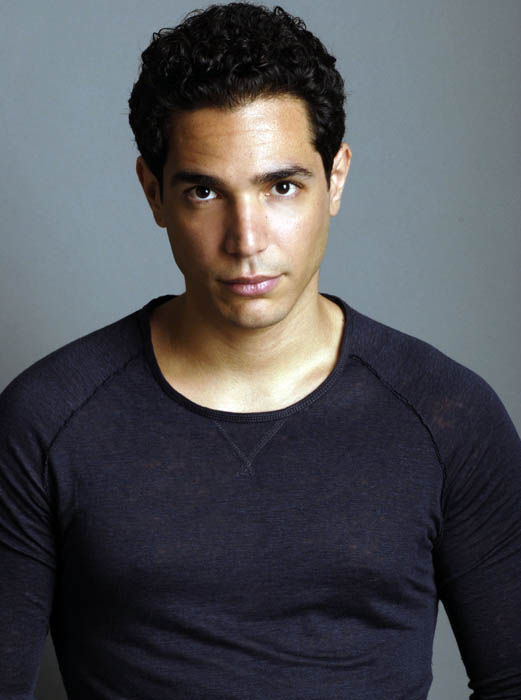
Karim El-Kerem

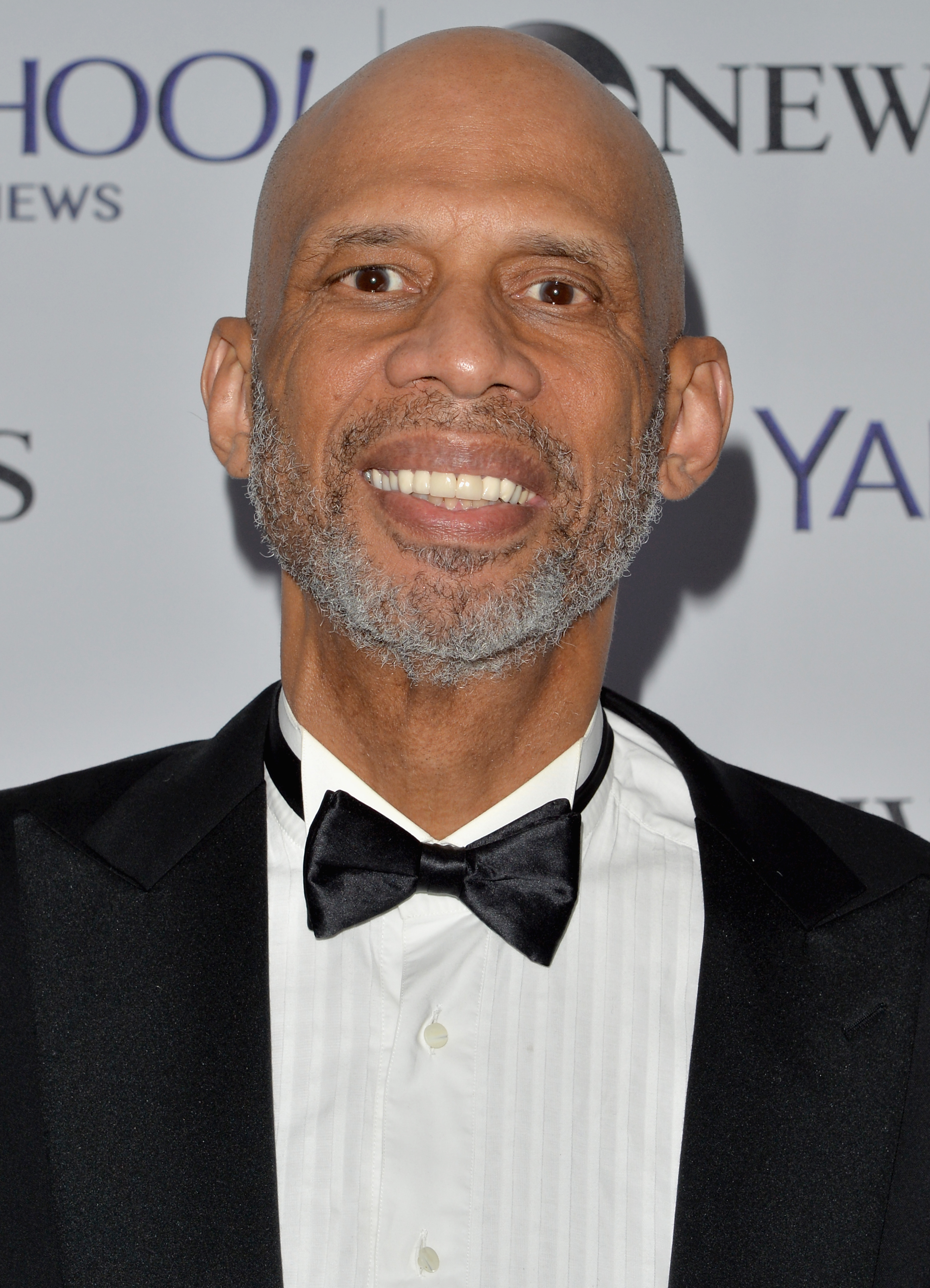
Kareem Abdul-Jabbar

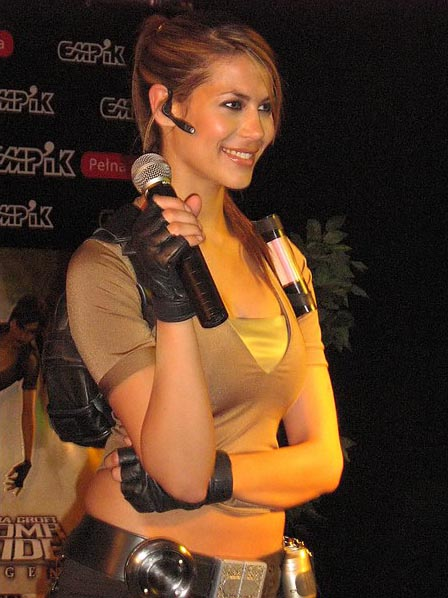
Karima Adebibe

- Karim Adda, attore, regista e sceneggiatore francese
- Karim Aga Khan IV, Imam degli Ismailiti Nizariti
- Karim Alami, tennista marocchino
- Karim Ansarifard, calciatore iraniano
- Karim Belkhadra, attore francese
- Karim Bellarabi, calciatore tedesco
- Karim Benzema, calciatore francese
- Karim El-Kerem, attore statunitense
- Karim Laribi, calciatore italiano
- Karim Matmour, calciatore algerino
- Karim Qqru, musicista e produttore discografico italiano
- Karim Rashid, designer canadese
- Karim Ziani, calciatore algerino

### Variante Kareem
- Kareem Abdul-Jabbar, cestista e allenatore di pallacanestro statunitense
- Kareem Jackson, giocatore di football americano statunitense
- Kareem Martin, giocatore di football americano statunitense
- Kareem McKenzie, giocatore di football americano statunitense
- Kareem Reid, cestista statunitense
- Kareem Rush, cestista statunitense
- Kareem Smith, calciatore trinidadiano

### Variante Kerem
- Kerem Bulut, calciatore turco naturalizzato australiano
- Kerem Gönlüm, cestista turco
- Kerem Tunçeri, cestista turco
- Kerem Şeras, calciatore turco

### Variante femminile Karima
- Karima Ammar, cantante italiana
- Karima Adebibe, modella britannica
- Karima Christmas, cestista statunitense

### Variante femminile Kerima
- Kerima, attrice algerina

## Il nome nelle arti
- Kareem Said è un personaggio della serie televisiva Oz.
- Karima Shapandar è un personaggio dei fumetti Marvel Comics.